# San Luis Potosí
Pour les articles homonymes, voir San Luis.
San Luis Potosí est la capitale de l'État de San Luis Potosí, Mexique. La ville est située à 363 km au nord-nord-ouest de Mexico, et à une altitude moyenne de 1 860 mètres. Sa population s'élevait à 730 950 habitants en 2005 et, pour l'ensemble de l'agglomération, à 2 410 414 habitants. Sa superficie est de 385 km2.

## Généralités
Son nom évoque saint Louis, roi de France, son saint patron, et fait également référence aux riches mines de la région bolivienne de Potosí.
San Luis Potosí fut fondée à la fin du XVIe siècle. Pendant le règne du vice-roi de Nouvelle-Espagne, la ville était considérée comme un des principaux centres miniers, agricoles, commerciaux, culturels, religieux, administratifs et politiques.
La ville se démarqua par sa participation dans la lutte pour l'indépendance du Mexique (1810-1821) et fut pendant tout le XIXe siècle et le début du XXe un centre politique, militaire, idéologique et religieux actif.
Actuellement (en 2006), il s'agit d'une importante ville industrielle située dans une région riche pour l'agriculture, le bétail et le minerai. C'est aussi un point stratégique pour le commerce et l'éducation, grâce à sa localisation géographique et à ses moyens de communication et de transport. Son architecture baroque, néoclassique et éclectique lui permet d'être candidate à la classification au patrimoine de l'humanité de l'UNESCO.
La ville abrite les pouvoirs exécutif, législatif et judiciaire de l'État, et possède une mairie, ainsi qu'un conseil municipal élu au suffrage universel direct, et est divisée en quatre districts électoraux. Son blason (voir image), qui est aussi le blason de l'État, est divisé en deux parties, azur et or, avec deux lingots d'or et d'argent. Saint Louis y est représenté sur une colline (el cerro de San Pedro). La ville est aussi le siège d'un archevêché et possède une cathédrale.

## Histoire
- De nombreuses recherches archéologiques sont entreprises sur le site préhistorique d'El Cedral dont l'occupation humaine remonterait à près de quarante mille ans.
- Dès le XVIe siècle, le site joue un rôle dans l'histoire des mines d'argent au Mexique
- En 1854, la ville devient le siège du diocèse de San Luis Potosí (aujourd'hui archidiocèse)
- En 1863, la ville de San Luis Potosí est déclarée capitale du pays par le président Benito Juárez.
- En 1910, Francisco Madero promulgue le plan de San Luis, qui déclenche la révolution mexicaine.

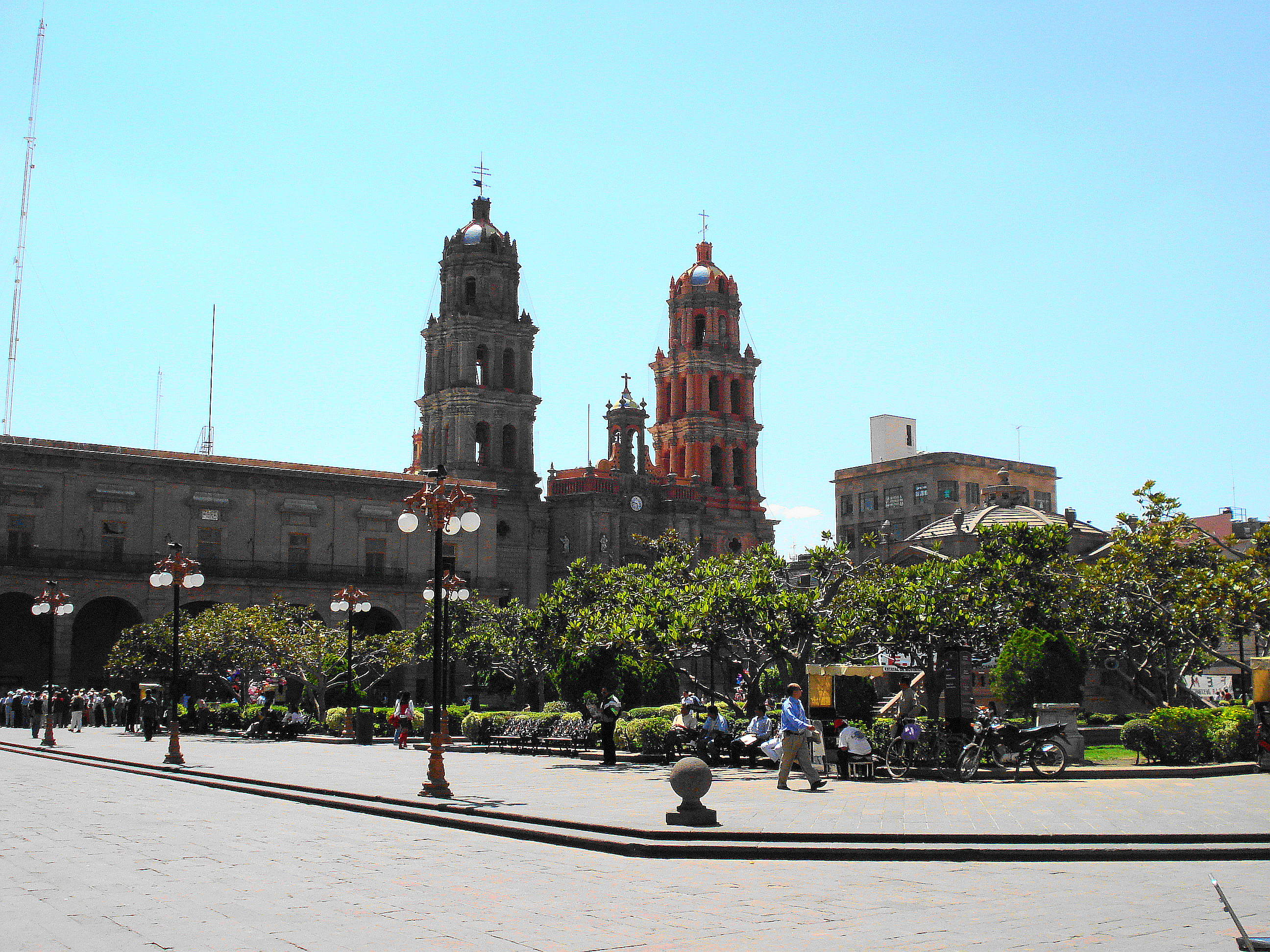
Plaza de Armas
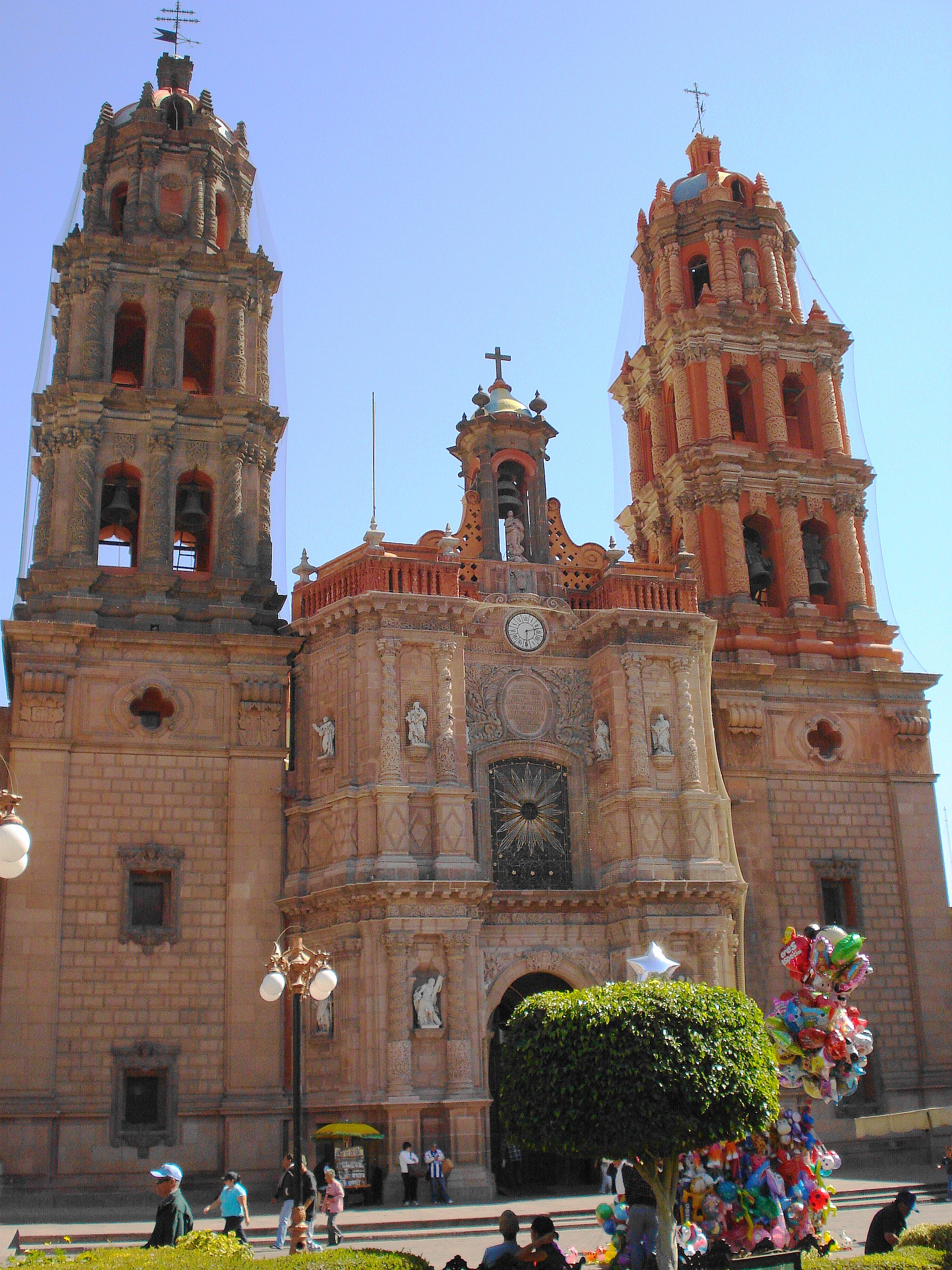
La cathédrale Saint-Louis
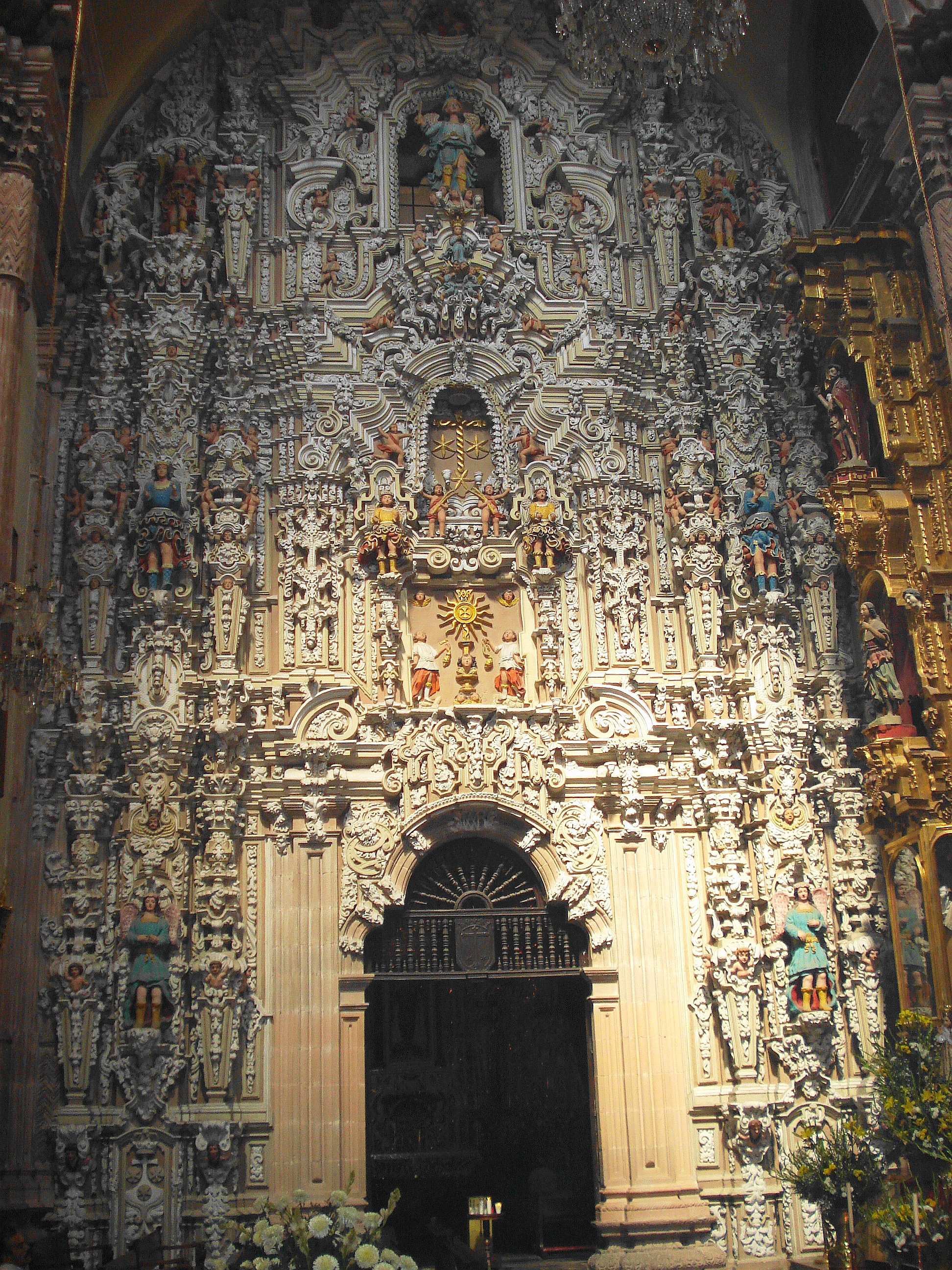
L'autel baroque de l'église del Carmen

## Éducation
Données de INEGI (2000), la population analphabète de 15 ans ou plus dans la ville comptait sur 6,9 % et seulement 13 % de la population pouvait finir leurs études supérieures.
Dans la ville il y a plusieurs institutions éducatives, telles que :
- Universidad Autónoma de San Luis Potosí
- Universidad Politécnica de San Luis Potosí
- Instituto Potosino de Investigación Científica y Tecnológica (IPICYT)
- Instituto Tecnológico y de Estudios Superiores de Monterrey, Campus San Luis Potosí[3]
- Universidad TecMilenio Campus San Luis (UTM)[4]
- Instituto Tecnológico de San Luis Potosí
- Instituto Tecnológico Superior de San Luis Potosí, Capital
- Universidad Tecnológica de San Luis Potosí
- Universidad Interamericana para el Desarrollo (UNID)[5]
- Universidad del Valle de México Campus San Luis Potosí (UVM)
- Universidad Potosina[6]
- Universidad Mesoamericana Plantel San Luis (UMA)
- Escuela Normal Particular Minerva

En éducation élémentaire l'État de San Luis Potosí s'occupe des jeunes parmi les 12 et 15 ans qui font leurs études secondaires avec trois options différentes:
- École Secondaire Technique
- École Secondaire Générale
- Télésecondaire (Enseignement à distance)

Le télésecondaire est caractérisé principalement par l'enseignement à distance pour les jeunes qui habitent dans les communes rurales de l'État. Ultérieurement les jeunes diplômés de l'éducation secondaire sont admis à l'éducation moyen supérieur pour laquelle l'État compte avec Colegio de Bachilleres, CEBETIS, CONALEP, Écoles Préparatoires Générales Publiques et Privées partout.

## Économie
La ville compte une usine de fabrication de pneumatiques du groupe allemand Continental AG,
Elle est depuis 1983 le lieu où sont frappées les monnaies en circulation au Mexique par la Monnaie du Mexique (es) qui était auparavant et ce depuis 1535 située à Mexico.
BMW possède une usine où est produite la Série 2.

## Personnalité liée à San Luis Potosí
- Alberto del Rio, catcheur à la WWE.
- Marcelino Hernández Rodriguez (1946-), évêque
- Cristino de La Gandara (1821-1895), père d'Antonio de La Gandara (1861-1917): peintre mondain ayant réalisé le portraits de la plupart des célébrités de la Belle Époque (Anna de Noailles, Sarah Bernhardt, le comte Robert de Montesquiou, Liane de Pougy etc. C'est vers 1855 que Cristino s'embraque pour l'Europe où il fondra sa famille. Il était le cousin de la Vice-Reine du Mexique.
- Fernando Toranzo Fernández, gouverneur de l'état de San Luis Potosí de 26 septembre 2009 à 25 septembre 2015.
- Daniel Bautista (1952-), champion olympique de marche sportive en 1976.